# Storenosoma altum
Storenosoma altum là một loài nhện trong họ Amaurobiidae.
Loài này thuộc chi Storenosoma. Storenosoma altum được Hugh Davies miêu tả năm 1986.